# Ignacy Jan Paderewski

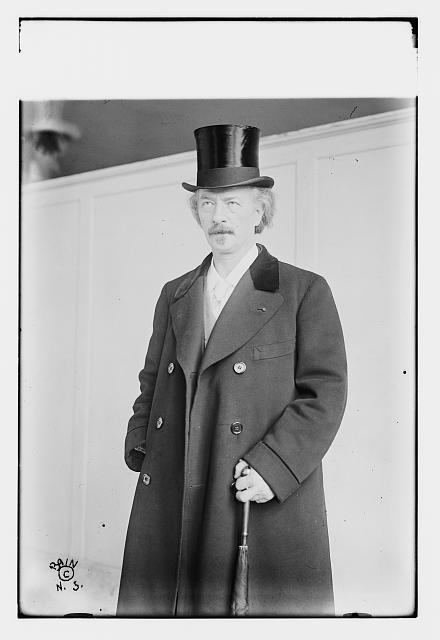
Ignacy Jan Paderewski

Ignacy Jan Paderewski GBE (Kurylovka, 18 november 1860 – New York, 29 juni 1941) was een Pools componist, pianist, diplomaat en politicus. Hij was minister-president van Polen in 1919. Soms gebruikt men de Duitstalige versie van zijn naam: Ignaz Paderewski.

## Levensloop
Paderewski werd geboren in de provincie Podolië van het toenmalige Keizerrijk Rusland (nu Oekraïne) als zoon van Jan Paderewski, administrateur van grote vermogens en Poliksena Nowicka. Zijn moeder stierf enkele maanden na zijn geboorte en hij werd grootgebracht door verre verwanten.
Vanaf zijn vroege jeugd was Paderewski geïnteresseerd in muziek. Aanvankelijk kreeg hij privélessen. Op zijn twaalfde jaar, in 1872, ging hij naar Warschau en werd toegelaten tot de Szkoła Główna Muzyki aldaar. Nadat hij in 1878 geslaagd was, werd hij gevraagd om leraar te worden aan zijn alma mater, hetgeen hij accepteerde. In 1880 trouwde Paderewski met Antonina Korsakówna en al snel daarna werd hun eerste kind geboren. Het jaar daarop ontdekten ze dat hun zoon gehandicapt was en kort daarna stierf Antonina.
Paderewski besloot zich te wijden aan de muziek en in 1881 ging hij naar Berlijn om compositie te studeren bij Friedrich Kiel en Heinrich Urban. In 1884 verhuisde hij naar Wenen, waar hij leerling was van Teodor Leszetycki. In Wenen maakte hij in 1887 zijn muzikaal debuut.
Al snel verwierf Paderewski grote populariteit en zijn daaropvolgende optredens in Parijs in 1889 en in Londen in 1890 werden een groot succes. Zijn spel verwierf een grote bewondering en zijn triomfen herhaalden zich in de Verenigde Staten in 1891. Zijn naam werd synoniem aan het hoogste niveau van virtuositeit op de piano en het publiek lag aan zijn voeten.
Vanwege deze ongewone combinatie als pianist van wereldklasse en succesvol politicus is Paderewski een favoriet voorbeeld geworden van filosofen en is vaak bediscussieerd in verband met Saul Kripke's artikel A Puzzle about Belief (1988) als iemand die twee sterk verschillende kwaliteiten bezit.

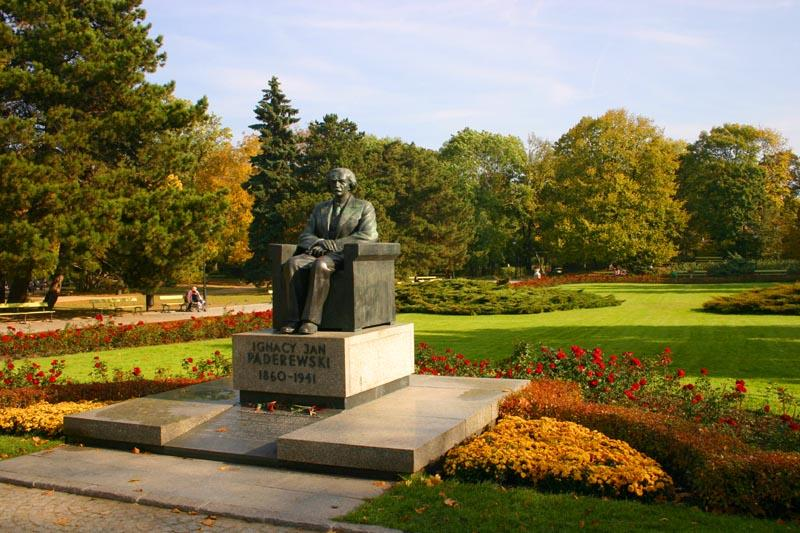
Het monument van Paderewski in Warschaus Ujazdów Park.

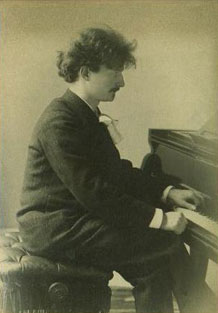
Paderewski de pianist.

In 1899 trouwde Paderewski opnieuw, nu met barones Helena Maria von Rosen (1856-1934).
Als componist heeft hij vooral veel pianostukken geschreven. In 1901 componeerde hij zijn enige opera, Manru, die zijn première beleefde in Dresden en in 1902 in de Metropolitan Opera in New York werd opgevoerd.
Paderewski was ook actief als sociaal werker.
In 1910 gaf hij Krakau het monument voor de Slag bij Tannenberg. In 1913 vestigde Paderewski zich in de Verenigde Staten. Daar ontmoette hij de toekomstige president (en enthousiast pianist) Harry S. Truman bij een concert in Kansas City.
Gedurende de Eerste Wereldoorlog was Paderewski een actief lid van het Poolse Nationale Comité (van 1917 tot 1919) in Parijs, waar hij al snel werd geaccepteerd als vertegenwoordiger van Polen en woordvoerder van deze organisatie. Hij richtte diverse andere sociale en politieke organisaties op, waaronder het Polish Relief Fund in Londen.
In april 1918 ontmoette hij in New York de leiders van het Amerikaans Joods Comité, waaronder Louis Marshall, in een mislukte poging om een transactie te organiseren waarbij Joodse groepen in Amerika de Poolse territoriale ambities zouden ondersteunen in ruil voor ondersteuning voor de beweging voor gelijke rechten in Amerika. Het werd echter spoedig duidelijk dat dit plan geen genade vond in de ogen van de joodse leiders en Roman Dmowski, het hoofd van het Poolse Nationale Comité.
Aan het einde van de oorlog, toen het lot van de stad Poznań en de hele regio Groot-Polen (Wielkopolska) nog onbeslist was, bezocht Paderewski Poznań. Met zijn openbare toespraak op 27 december 1918 begon de Grote Poolse opstand tegen Duitsland (van 1918 tot 1919).
In januari 1919 werd Paderewski door Józef Piłsudski tot minister-president en minister van Buitenlandse Zaken van het nieuwe onafhankelijke Polen benoemd. Hij vertegenwoordigde Polen in die hoedanigheid op de Vredesconferentie van Parijs. In de zomer van dat jaar tekende hij het Verdrag van Versailles, dat de Duitse provincies Posen en West-Pruisen aan Polen toewees en de stad Danzig onder toezicht van de Volkenbond plaatste.
In de steek gelaten door veel van zijn politieke supporters overhandigde hij op 4 december 1919 Piłsudski zijn ontslagbrief. Vervolgens werd hij de Poolse ambassadeur bij de Volkenbond.
In 1922 trok hij zich terug uit de politiek en keerde terug naar de muziek. Zijn eerste concert na lange onderbreking, dat hij in Carnegie Hall gaf, was een aanzienlijk succes. Ook vulde hij Madison Square Garden (met 20.000 zitplaatsen) en toerde door de Verenigde Staten in een eigen treinwagon. Al snel verhuisde hij vervolgens naar Morges in Zwitserland. Na de staatsgreep van Piłsudski in 1926 was Paderewski een actief lid van de oppositie tegen het Sanacja-bewind. In 1936 werd in zijn huis het document van de coalitie van de oppositie getekend; het kreeg de bijnaam Front Morges naar het dorp waarin de oprichting ervan plaatsvond.

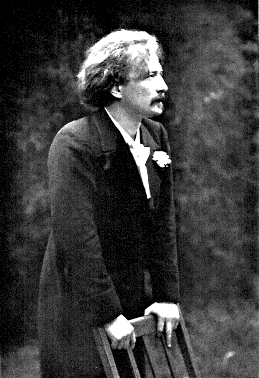
Paderewski

Tegen 1936, twee jaar na de dood van zijn echtgenote, stemde Paderewski erin toe op te treden in een film om zijn talenten te laten zien. Dit voorstel kwam op een moment dat Paderewski niet meer voor het publiek wilde optreden, maar de film werd toch gemaakt en kwam in 1937 uit onder de titel Moonlight Sonata.
In november 1937 nam Paderewski opnieuw een leerling aan, zijn laatste. Het was Witold Malcuzynski, die in 1932 de tweede plaats bij het Internationaal Frederick Chopin Piano Concours behaald had.
Na de Poolse Veldtocht van 1939 keerde Paderewski terug naar het openbare leven. In 1940 werd hij het hoofd van de Poolse Nationale Raad, een Pools parlement in ballingschap in Londen. Op tachtigjarige leeftijd richtte hij zijn Polish Relief Fund op en gaf verscheidene concerten om daarvoor geld in te zamelen. Zijn geestelijke gesteldheid was echter niet meer wat die was geweest. Hij weigerde te verschijnen voor een concert in Madison Square Garden, waarbij hij volhield dat hij het concert al gegeven had, waarbij hij zich waarschijnlijk het concert dat hij in 1920 gegeven had herinnerde.
Gedurende een tournee in 1941 werd Paderewski op 27 juni ziek. Op initiatief van Sylwin Strakacz werden artsen geconsulteerd die longontsteking constateerden. Ondanks zijn verbeterende gezondheidstoestand en tekenen van herstel stierf Paderewski twee dagen later in New York. Hij werd begraven in Arlington National Cemetery, bij Washington D.C. In 1992 werd zijn stoffelijk overschot overgebracht naar Warschau en in de Johannes kathedraal opnieuw begraven. Zijn hart is ondergebracht in een bronzen beeld in de National Shrine of Our Lady of Czestochowa nabij Doylestown (Pennsylvania).

## Onderscheidingen
- Virtuti Militari
- Legioen van Eer
- In 1925 werd hij benoemd tot Ridder Grootkruis in de Orde van het Britse Rijk. Hierdoor mocht hij de letters GBE in zijn brieven gebruiken, maar niet de titel "Sir Ignacy".[6]).
- Eredoctoraten van de universiteit van Lwów (1912), de universiteit Jagiellonian te Krakau (1919), de universiteit van Poznań (1924) en diverse universiteiten in de Verenigde Staten.